# Mega Man 5
Mega Man 5 conocido en Japón como Rockman 5 Blues no Wana!? (ロックマン5 ブルースの罠!? Rokkuman Faibu Burūsu no Wana!??, lit. "Rockman 5: ¡¿La Trampa de Blues?!") es un videojuego de plataformas y acción desarrollado por Capcom para Nintendo Entertainment System. Es el quinto juego de la serie Mega Man original y fue lanzado en Japón el 4 de diciembre de 1992. Se lanzó durante el mismo mes en Norteamérica y en 1993 en Europa.
Después de los eventos de Mega Man 4, el hermano y aliado de Mega Man, Proto Man, lidera un grupo de robots amenazantes en ataques al mundo y secuestra a su creador, el Dr. Light, lo que obliga a Mega Man a luchar contra su hermano. Mega Man 5 lleva el mismo estilo gráfico y jugabilidad de plataformas y acción que los cuatro capítulos anteriores de la serie. El juego presenta un nuevo personaje, Beat, un pájaro robótico que el jugador puede usar como arma una vez que se encuentra una serie de ocho letras coleccionables. El artista Keiji Inafune tuvo que volver a ilustrar a los jefes varias veces, pero describió su trabajo como divertido.
Mega Man 5 fue recibido con una recepción crítica positiva por sus gráficos y música, al tiempo que recibió críticas por su falta de innovación en su trama o jugabilidad. Como otros juegos de NES de la serie, Mega Man 5 ha sido relanzado en Japón en PlayStation, PlayStation Network y teléfonos móviles; en Norteamérica como parte de Mega Man Anniversary Collection; y en ambas regiones en la consola virtual de Wii. También se ha lanzado en Norteamérica, Europa y Japón en la consola virtual Nintendo 3DS y Wii U.

## Historia
Mega Man 5 tiene lugar durante el siglo XXI, aproximadamente dos meses después de los eventos de Mega Man 4, cuando el científico loco Dr. Wily una vez más intentó apoderarse del mundo. Proto Man, hermano secreto y una vez aliado del héroe más grande del mundo, Mega Man, lidera un ejército de robots en una serie de ataques destructivos en el mundo. Para paralizar a los defensores del mundo, secuestra a su propio creador, el genio científico Dr. Light. Mega Man se pregunta por qué Proto Man está haciendo esto, pero con pocas opciones, se propone detenerlo, asistido por Beat, un pájaro robot que le regaló el Dr. Cossack.
Mega Man prevalece sobre un nuevo grupo de ocho poderosos "Robot Masters" que trabajan bajo Proto Man: Star Man, Gravity Man, Gyro Man, Stone Man, Crystal Man, Charge Man, Napalm Man y Wave Man. Mega Man luego se dirige a la fortaleza de Proto Man y se enfrenta a su creación, que casi destruye al protagonista en el proceso. Sin embargo, un segundo Proto Man llega justo a tiempo, revelando al primero como Dark Man, uno de los robots más nuevos del Dr. Wily. Mega Man vence al impostor, luego persigue a Wily hasta su nuevo escondite, lo derrota y salva al Dr. Light. Sin embargo, la fortaleza comienza a colapsar, y mientras Mega Man se distrae de sostener el techo para no aplastarse a sí mismo y al Dr. Light, Wily logra otra retirada. Justo después de que Wily escapa, se escucha un silbido familiar, y parte del techo desaparece, permitiendo que Mega Man y el Dr. Light también escapen. Mientras los dos observan el colapso del castillo desde la distancia, se revela que su misterioso salvador es Proto Man, que se escapa silenciosamente y pasa desapercibido.

## Jugabilidad
Mega Man 5 es un juego de acción y plataformas muy similar a los títulos anteriores de la serie. El juego gira en torno al jugador que usa al personaje central Mega Man para correr, saltar y disparar a través de un conjunto de etapas. Si el jugador recibe daño, el medidor de vida de Mega Man se puede recargar recogiendo cápsulas de energía esparcidas por cada nivel o de los enemigos caídos. El cañón de brazo Mega Buster predeterminado de Mega Man se puede disparar un número ilimitado de veces. La función de carga del Mega Buster, introducida en Mega Man 4, se ha actualizado para permitir que sus disparos potentes y cargados abarquen un área un poco más amplia.  Cada etapa termina con una batalla de jefes con un Robot Master; destruir ese Robot Master permite al jugador copiar su "Arma Maestra" especial, que se puede alternar y usar durante el resto del juego. A diferencia del Mega Buster, las armas maestras requieren energía de arma para usarse y deben reponerse si se agotan en la misma etapa seleccionada. También se pueden recoger otros potenciadores que incluyen vidas extra, "Tanques de energía" y un nuevo "Tanque misterioso", que recarga completamente la salud y el poder de todos los objetos.
Después de completar ciertas etapas, el jugador puede llamar al fiel perro de Mega Man, Rush, para llegar a plataformas más altas o cruzar grandes huecos usando sus transformaciones "Coil" y "Jet". Estas habilidades requieren recargas con la misma energía de arma que usan las armas maestras. Algunos de los diseños de niveles en Mega Man 5 son diferentes de los juegos anteriores de la serie. Por ejemplo, en el escenario de Gravity Man, la gravitación se invierte desde el suelo hasta el techo, mientras que en el escenario de Wave Man, el jugador conduce una moto de agua desde el punto medio hasta la sala del jefe. Escondida dentro de cada una de las ocho etapas de Robot Master hay una placa de circuito coleccionable. La recopilación de los ocho tableros (deletreando "M-E-G-A-M-A-N-V" en las versiones en inglés o "R-O-C-K-M-A-N-5" en la versión japonesa) le da al jugador acceso a un amigo pájaro robot llamado Beat. Luego, el jugador puede llamar a Beat para atacar a cualquier enemigo en pantalla.

## Robot Masters
| Robot Maestro | Arma         | Debilidad    | N.º de serie |
| ------------- | ------------ | ------------ | ------------ |
| Gravity Man   | Gravity Hold | Star Crash   | DWN. No-33   |
| Wave Man      | Water Wave   | Charge Kick  | DWN. No-34   |
| Stone Man     | Power Stone  | Napalm Bomb  | DWN. No-35   |
| Gyro Man      | Gyro Attack  | Gravity Hold | DWN. No-36   |
| Star Man      | Star Crash   | Water Wave   | DWN. No-37   |
| Charge Man    | Charge Kick  | Power Stone  | DWN. No-38   |
| Napalm Man    | Napalm Bomb  | Crystal Eye  | DWN. No-39   |
| Crystal Man   | Crystal Eye  | Gyro Attack  | DWN. No-40   |

## Desarrollo
Mega Man 5 fue desarrollado por Capcom. El artista Keiji Inafune, conocido como "Inafking", que había participado en el desarrollo de todos los juegos anteriores de Mega Man, trabajó bajo la dirección de un nuevo jefe de proyecto para Mega Man 5. Al igual que en las anteriores entregas de la serie, Inafune utilizó su experiencia para guiar a su supervisor y a los demás miembros del equipo, con el fin de evitar hacer lo que consideraba un "juego irracional, [...] una afrenta para los jugadores". Como resultado de este liderazgo, Inafune consideró que Mega Man 5 resultó con un nivel de dificultad más bajo. El equipo ya sentía que había logrado toda la jugabilidad que podía con el lanzamiento de Mega Man 4, así que decidió simplemente "introducir versiones potenciadas de todo", como el Mega Buster. Después de trabajar con diligencia en la cuarta entrega de la serie y de ser el hombre detrás del concepto del Mega Buster cargable, Hayato Kaji, acreditado como "H.K", fue llamado para ayudar durante la mitad del desarrollo de Mega Man 5. Según Kaji, el juego estaba "tardando en cuajar". Inafune resumió su trabajo en Mega Man 5 como algo divertido, pero admitió haber tenido problemas con los diseños, el equilibrio y los colores.
En una nueva dirección, Capcom llevó a cabo un concurso en colaboración con Nintendo Power Magazine solicitando presentaciones para nuevos personajes villanos, los ocho jefes Robot Master en Mega Man 5 son el resultado de que los fanáticos envíen sus propios diseños a Capcom.  Capcom recibió más de 130.000 presentaciones de personajes para el juego. Inafune relató que tuvo dificultades para conseguir la aprobación de los jefes elegidos, habiendo tenido que volver a ilustrarlos varias veces. Sin embargo, el artista tuvo pocos problemas para diseñar a Beat, cuyo primer borrador fue aceptado por los superiores de Inafune. La idea de Beat se originó en el desarrollo de Mega Man 3, donde el concepto de robots de soporte incluía un perro y un pájaro. El equipo decidió mantener el personaje del perro como Rush para este juego anterior, mientras que el pájaro serviría como base para el personaje Beat en Mega Man 5. La partitura musical de Mega Man 5 fue compuesta por Mari Yamaguchi (acreditada como "Mari").

## Recepción y legado
Mega Man 5 ha disfrutado de reacciones generalmente positivas de publicaciones impresas y en línea. Muchos críticos elogiaron los gráficos, la música, el control del juego y el nivel de desafío del juego. Lucas M. Thomas, de IGN, considera a Mega Man 5 como una de sus entradas favoritas en la serie y, debido a su menor dificultad en comparación con sus predecesores, lo considera el más fácil de aprender y jugar casualmente. IGN cataloga a Mega Man 5 como el 84.º mejor juego de NES.
Al igual que otras secuelas de la serie Mega Man, Mega Man 5 ha sufrido críticas por su falta de jugabilidad y narración innovadoras. GamePro resumió el juego como "déjà vu de nuevo para los discípulos de la serie" y que "Capcom debe obtener algún tipo de reembolso en efectivo por reciclar videojuegos". Jeremy Parish de 1UP.com consideró a Mega Man 5 como "un episodio dolorosamente llamado por teléfono que carece no solo de innovación, sino de todo el pulido y equilibrio que hizo que los juegos anteriores fueran tan agradables".
En 1999, Mega Man 5 fue relanzado para PlayStation como parte de la serie Rockman Complete Works exclusiva de Japón. Presentaba un útil "modo de navegación" para principiantes, música organizada, modos de enciclopedia y obras de arte. Un puerto de esta versión con menos extras fue lanzado en Norteamérica para PlayStation 2 y Nintendo GameCube en 2004 y Xbox en 2005 como parte de Mega Man Anniversary Collection. En 2007 se lanzó en Japón otra adaptación del juego para teléfonos móviles compatibles con las aplicaciones Yahoo! Mobile y EZweb. Finalmente, en 2011, la versión de NES estuvo disponible en el servicio de consola virtual de Wii tanto en Japón como en Norteamérica, y en PlayStation Network en Japón. También se ha lanzado en la consola virtual de Wii U, así como en 3DS eShop.